# Mateuți
Mateuți è un comune della Moldavia situato nel distretto di Rezina di 2.045 abitanti al censimento del 2004.